# راسلمينيا 8
راسلمينيا 8 هو المهرجان الثامن الذي يقدمة اتحاد المصارعة العالمية الترفيهية عرض في 5 أبريل 1992 في ساحة هووسر دوم في مدينة انديانابوليس بولاية انديانا الأمريكية .

## روابط خارجية
- راسلمينيا 8 على موقع IMDb (الإنجليزية)
- راسلمينيا 8 على موقع قاعدة بيانات الفيلم (الإنجليزية)
- راسلمينيا 8 على موقع كينوبويسك (الروسية)

- The Official Website of WrestleMania VIII